# بی‌حوصله
«بی‌حوصله» (انگلیسی: Bored) ترانه‌ای از خواننده و ترانه‌پرداز آمریکایی از آلبوم موسیقی متن ۱۳ دلیل برای اینکه (موسیقی متن مجموعه اصلی نتفلیکس) (۲۰۱۷) است. این ترانه توسط آیلیش، برادرش فینیس اوکانل، ارون فوربز و تیم اندرسون نوشته شده است. این ترانه توسط دارک‌روم و اینترسکوپ رکوردز برای دانلود دیجیتال و استریم در ۳۰ مارس ۲۰۱۷ به عنوان تک‌آهنگ آغازین این آلبوم موسیقی متن منتشر شد.